# Eilema albula
Eilema albula är en fjärilsart som beskrevs av Walker 1854. Eilema albula ingår i släktet Eilema och familjen björnspinnare. Inga underarter finns listade i Catalogue of Life.